# 鳥取県道212号福部停車場線
鳥取県道212号福部停車場線（とっとりけんどう212ごう ふくべていしゃじょうせん）は、鳥取県鳥取市を通る一般県道である。

## 概要
鳥取市福部町細川から鳥取市福部町海士（あもう）に至る。

### 路線データ
- 起点：鳥取県鳥取市福部町細川（JR西日本山陰本線 福部駅前、鳥取県道188号池谷福部停車場線終点）
- 終点：鳥取県鳥取市福部町海士（海士交差点、鳥取県道43号鳥取福部線交点）

## 路線状況

### 重複路線
- 鳥取県道188号池谷福部停車場線（鳥取市福部町細川）

### 道路施設

#### 橋梁
- 塩見橋（塩見川、鳥取市、鳥取県道188号池谷福部停車場線重複区間内）
- 高江川（箭溪川、鳥取市）

## 地理

### 通過する自治体
- 鳥取県
  - 鳥取市

### 交差する道路
| 交差する道路                               | 交差する場所         | 交差する場所         |
| ------------------------------------------ | -------------------- | -------------------- |
| 鳥取県道188号池谷福部停車場線 重複区間起点 | 福部町細川           | 起点                 |
| 鳥取県道188号池谷福部停車場線 重複区間終点 | 福部町細川           |                      |
| 鳥取県道43号鳥取福部線                     | 福部町細川           | 福部町総合支所交差点 |
| 鳥取県道43号鳥取福部線                     | 福部町海士（あもう） | 海士交差点 / 終点    |

### 沿線
- JR西日本山陰本線 福部駅
- 福部町総合支所
- 鳥取市立福部未来学園